# تشهارخستانة (مقاطعة دورة)
تشهارخستانة (بالإنجليزية: Charkhestaneh, Dowreh)‏ هي مستوطنة تقع في قسم كشكان الريفي (مقاطعة دورة) في إيران. يقدر عدد سكانها بـ 141 نسمة .